# Insidiós: Capítol 3
Insidiós: Capítol 3, Insidious: Capítol 3 o Insidious: Chapter 3 (originalment en anglès, Insidious: Chapter 3) és una pel·lícula de terror sobrenatural del 2015 escrita i dirigida per Leigh Whannell en el seu debut com a director. La pel·lícula és una preqüela de les dues primeres pel·lícules i la tercera entrega de la franquícia Insidiós. La pel·lícula és protagonitzada per Dermot Mulroney i Stefanie Scott, amb Angus Sampson, Whannell i Lin Shaye repetint els seus papers de les pel·lícules anteriors. S'ha doblat i subtitulat al català.
El setembre de 2013, es va anunciar una tercera entrega de la sèrie Insidiós, i Whannell va signar per tornar-hi com a guionista, amb Jason Blum i Oren Peli de productors. Screen Rant va informar que la tercera pel·lícula no se centraria en els Lambert, sinó en una nova família i una nova història, i no connectaria amb l'última escena de la segona pel·lícula. El rodatge principal va començar el 9 de juliol de 2014 a Los Angeles sota el títol d'"Into The Further", en un rodatge programat de vint-i-nou dies. El rodatge es va acabar el 18 d'agost.
La pel·lícula es va estrenar el 5 de juny de 2015, va rebre crítiques en diversos sentits i va recaptar 113 milions de dòlars amb un pressupost d'11 milions. Una seqüela, Insidious: The Last Key, es va estrenar el gener de 2018.

## Sinopsi
Elise Rainier accepta posar-se en contacte amb els morts per tal d'ajudar a una adolescent que s'ha convertit en el blanc d'una perillosa entitat sobrenatural.

## Repartiment
- Lin Shaye com a Elise Rainier
- Dermot Mulroney com a Sean Brenner
- Stefanie Scott com a Quinn Brenner
- Angus Sampson com a Tucker
- Leigh Whannell com a Specs
- Hayley Kiyoko com a Maggie
- Tate Berney com a Alex Brenner
- Michael Reid MacKay com a l'home que no pot respirar
- Tom Gallop com a Dr. Henderson
- Steve Coulter com a Carl
- Phyllis Applegate com a Grace
- Ashton Moio com a Hector
- Ele Keats com a Lily Brenner
- Tom Fitzpatrick com a Bride in Black/Parker Crane
- Adrian Sparks com a Jack Rainier
- Phil Abrams com a Mel
- Ruben Garfias com a Ernesto
- Amaris Davidson com a Nurse
- Garrett Ryan com a Josh Lambert de jove
- Joseph Bishara com a Lipstick-Face Demon